# 14313 Dodaira
14313 Dodaira eller 1976 UZ7 är en asteroid i huvudbältet som upptäcktes den 22 oktober 1976 av de båda japanska astronomerna Hiroki Kōsai och Kiichirō Furukawa vid Kiso-observatoriet i Japan. Den är uppkallad efter Dodaira-observatoriet.
Asteroiden har en diameter på ungefär 8 kilometer och den tillhör asteroidgruppen Eos.